# Studio da concerto pour clarinette seule
Studio da concerto  pour clarinette seule est une œuvre de Bruno Bettinelli composée en 1971.
Dans cette pièce, Bruno Bettinelli recherche et crée de nouveaux effets sonores pour la clarinette, qui appartiennent désormais à la palette des jeux modernes de la musique de la clarinette contemporaine.
« Questi effetti come vibrati di vario genere, voce più suono dello strumento, quarti di tono, quadricordi stanno entrando nell'uso corrente. Ma hanno tutti un preciso significato musicale e vanno quindi 'interpretati' e non considerati come sovrastuturre amirfe o come virtuosismi tecnici di maniera. »
— Bruno Bettinelli

« Ces effets tels que le vibrato de différents types, le son de la voix plus celui de l'instrument, les quarts de ton, les quadricordes sont d'un usage courant. Mais ils ont tous une signification musicale précise et doivent donc être "interprétés" et non considérés comme des harmoniques amyriques ou une virtuosité technique maniérée. »
Les mouvements de la pièce sont globalement calmes et démarrent à  = 60. À la fin de la pièce, on trouve deux traits virtuoses entrecoupés d'une phase repos et d'accalmie. La partition n'indique pas les doigtés particuliers pour les quarts de ton. 
Cette pièce est la première d'une série appelée Studio da concerto consacrée à différents instruments seuls (clavecin, basson, violoncelle, flûte, hautbois). 
La partition est publiée à la Casa Ricordi en 1972.

## Enregistrements
- Sergio Bosi, 20th-century italian clarinet solos (Naxos, 2012)[1].